# Kinzberg bei Vollmerz
Kinzberg bei Vollmerz este o arie protejată (arie specială de conservare — SAC, sit de importanță comunitară — SCI) din Germania întinsă pe o suprafață de 14,84 ha, integral pe uscat.

## Localizare
Centrul sitului Kinzberg bei Vollmerz este situat la coordonatele 50°20′00″N 9°36′06″E / 50.3333°N 9.6017°E.

## Înființare
Situl Kinzberg bei Vollmerz a fost declarat sit de importanță comunitară în iulie 2001 pentru a proteja 1 specie de plante. Situl a fost protejat și ca arie specială de conservare în martie 2008.

## Biodiversitate
Situată în ecoregiunea continentală, aria protejată conține 1 habitat natural: Păduri de fag din Europa Centrală dezvoltate pe sol calcaros cu Cephalanthero-Fagion.
La baza desemnării sitului se află o specie protejată de  plante: papucul doamnei (Cypripedium calceolus).
Pe lângă speciile protejate, pe teritoriul sitului au mai fost identificate 13 specii de plante.